# 角弘
株式会社角弘（かくひろ、英: Kakuhiro Corporation）は、青森県青森市に本社を置く、鉄鋼・建設資材・石油等を取り扱う小売業者である。

## 設立の趣旨
1883年8月、青森みちのく銀行の母体行である第五十九国立銀行の創設者でもあり、津軽藩家老の大道寺繁禎を筆頭として地域の民間人15人の資本を元に弘前農具会社が設立したことが始まりとされ、地方にとっては例を見ないものとなった。

## 沿革
- 1883年 - 津軽藩家老大道寺繁禎が地域の共同出資者を募り、弘前にて弘前農具会社として創業。
- 1898年 - 弘前農具株式会社に組織変更。
- 1907年 - 青森支店を開設。
- 1922年 - 株式会社角弘銅鉄店に商号変更。
- 1926年 - スタンダード・ヴァキューム石油会社（現・ENEOS）の代理店となる（1931年に県下代理店となる）。
- 1927年 - フォードの副代理店となる（1930年に県下特約店となる）。
- 1961年 - 株式会社角弘に商号変更し、青森市に本店を移す。
- 1983年 - 創業100周年を迎え、新角弘ビルを竣工する。

## 関連会社・団体
- 青森電子計算センター
- ビジネスサービス
- 青森共同計算センター
- 角弘スチール加工センター
- 角弘アルミサッシセンター
- 角弘生コンクリート
- 畑中産業
- 弘前工業
- カクヒロ船場
- 八弘産業
- 青森コミュニティビジネス
- 協同組合カクヒログループ